# Floris Gerts
Floris Gerts (* 3. Mai 1992 in Maastricht) ist ein niederländischer Radrennfahrer.
Floris Gerts errang seinen ersten internationalen Sieg als Elitefahrer 2015 beim Dorpenomloop Rucphen, und kurz darauf gewann er eine Etappe der Tour de Normandie. 2016 gewann er das Volta Limburg Classic. 

## Erfolge
2015
- Dorpenomloop Rucphen
- eine Etappe Tour de Normandie

2016
- Volta Limburg Classic

## Teams
- 2014 Rabobank Development Team
- 2015 BMC Racing Team (Stagiaire)
- 2016 BMC Racing Team